# Sarkandaugava
Sarkandaugava – jedna z dzielnic (łot. apkaime) Rygi, znajdująca się w rejonie Północnym tego miasta. Jej nazwa oznacza „czerwoną Dźwinę” i pochodzi od krótkiej (2,5 km) rzeki o tej samej nazwie, będącej dopływem Dźwiny.
W średniowieczu tereny na których położona jest dzielnica wykorzystywane były do przeprowadzanie prób wody. W okresie rewolucji przemysłowej stały się kolebką ryskiego wytwórstwa.
Na obszarze Sarkandaugavy znajduje się m.in. stacja kolejowa, trzy kościoły, a także muzeum kultury łotewskiej „Dauderi”.